# المعدية (فلم)
المعدية فيلم درامي مصري إنتاج 2014. الفيلم بطولة هاني عادل ودرة ومي سليم وأحمد صفوت، ومن إخراج عطية أمين. عرض الفيلم في 12 مارس عام 2014.

## قصة الفيلم
تدور أحداث الفيلم من واقع المجتمع المصري حول أحلام الشباب وعدم قدرتهم على تحقيقها بسبب مدى الصعوبات القوية التي تواجههم في ظل الظروف المجتمعية القاسية.

## بطولة
- درة زروق: أحلام
- هاني عادل:فارس
- مي سليم: نادية
- أحمد صفوت: حسن
- محمد علي:منصور

- لمياء الأمير:ام فارس
- إنجي المقدم: إيمان
- عزت أبو عوف:عم جمال
- سلوى محمد علي:أيفون
- أحمد علي:عاطف

- هدى الزهري:مالكة محل الكوافير
- نهى عادل: صباح
- كريم نجيب:تامر
- نيفرتاري:العروسة
- أحمد سعد:العريس

- محمد خميس:المعلم فرج
- هاني التابعي:جابر
- هاني سليمان:رجل مصور
- مجدي سعد:شيف مطعم السمك
- محمود بسيوني:سائق التاكسي

## روابط خارجية
- مقالات تستعمل روابط فنية بلا صلة مع ويكي بيانات